# Ајкело
Ајкело (њем. Eickeloh) општина је у њемачкој савезној држави Доња Саксонија. Једно је од 23 општинска средишта округа Золтау-Фалингбостел. Према процјени из 2010. у општини је живјело 796 становника. Посједује регионалну шифру (AGS) 3358006.

## Географски и демографски подаци
Ајкело се налази у савезној држави Доња Саксонија у округу Золтау-Фалингбостел. Општина се налази на надморској висини од 24 метра. Површина општине износи 13,2 km². У самом мјесту је, према процјени из 2010. године, живјело 796 становника. Просјечна густина становништва износи 60 становника/km².